# Рецесія
Реце́сія (лат. recessus — відступ) — термін макроекономіки, фаза економічного циклу під час якої відбувається загальне зниження економічної активності. Зазвичай рецесії трапляються під час загального зниження витрат (несприятливого шоку попиту). Це може спричинюватися різними подіями, наприклад фінансовими кризами, шоком зовнішньої торгівлі, несприятливим шоком пропозиції, пандемією чи лусканням економічної бульбашки. Характеризується нульовим ростом валового національного продукту (ВНП) (стагнація) чи його падінням протягом більше ніж півроку.
Рецесія найчастіше веде до масових падінь індексів на біржі. Як правило, економіка однієї країни залежить від економіки інших країн, тому економічний спад в тій чи іншій країні може призвести до спаду економік в інших країнах і навіть до краху на світових біржах (див. Чорний четвер). Рецесії притаманні також багато інших ознак циклічних криз, наприклад, зростання безробіття.
Від того, які чинники є початком фази спаду в економіці, виділяють три типи рецесії:
- викликана впливом незапланованих та дуже глибоких змін ринкових умов. Це може бути війна або різка зміна світових цін на природні ресурси, переважно — на нафту. Небезпека такої рецесії полягає в тому, що її важко передбачити.
- зумовлена політичним або психологічним характером. Це може бути зниження рівня довіри споживачів або зростаючу невпевненість серед підприємців або інвесторів.
- виникає, коли втрачається економічна рівновага, і відбувається стрімке зростанням боргів та падінням котирувань на ринках капіталів і акцій.

## Визначення
У статті 1974-го року в газеті The New York Times, член комісії Бюро статистики праці США Джуліус Шіскін запропонував кілька емпіричних правил для визначення рецесії, одним з яких було «два послідовні квартали від'ємного росту ВВП». З часом, інші визначення були забуті. Деякі економісти, надають перевагу визначенню «1,5—2 % зростання безробіття за 12 місяців».
В США, Комітет датування економічних циклів Національного бюро економічних досліджень (NBER) вважається авторитетною інстанцією для датування рецесій в США. NBER визначає економічну рецесію як: «значне зниження економічної активності що зачіпає всю економіку і триває більше ніж кілька місяців, зазвичай відчутне через реальний ВВП, реальний дохід, зайнятість, промислове виробництво, та гуртово-роздрібну торгівлю.». Загалом, вчені, економісти, політики і бізнесмени використовують для датування початку і кінця рецесії визначення NBER.
В Сполученому Королівстві, рецесії визначаються як два послідовні квартали від'ємного економічного зростання, виміряні як поквартальні показники реального ВВП з поправкою на інфляцію.

## Атрибути
Рецесія має багато атрибутів які можуть проявлятись одночасно, і включають зниження метрик економічної активності, таких як споживання, інвестиції, витрати держави, та загальний експорт. Ці метрики відображають чинники такі як рівень зайнятості і кваліфікації працівників, темпи накопичення заощаджень домогосподарствами, інвестиційні рішення корпорацій, відсоткові ставки, демографічну ситуацію та політики урядку.
Економіст Річард Ку пише що при ідеальних умовах, економіка країни повинна мати сектор домогосподарств як чистих заощаджувачів, а корпоративний сектор як чистих позичальників, з майже збалансованим державним бюджетом і торговельним балансом близьким до нуля. Коли ці зв'язки розбалансовуються, в країні може розвинутись рецесія, або утворитись тиск у сторону рецесії в іншій країні. Часто політичні реакції обираються так щоб повернути економіку назад до цього ідеального балансу.
Важка (ВВП знижене на 10 %) або довга (три-чотири роки) рецесія називається економічною депресією, хоча дехто вважає що її причини і шляхи виходу з неї можуть відрізнятися.

### Тип або форма рецесії
Економісти іноді використовують неформальні терміни для того щоб позначити різні форми рецесії, такі як V-подібна, U-подібна, L-подібна та W-подібна рецесії.
В США, v-подібна рецесія, або різкий короткий спад після якого відбулося швидке відновлення траплялася в 1954-му і 1990—91. U-подібна (тривалий спад) в 1974—75, а W-подібні, або подвійні рецесії — в 1949 та 1980—82. Рецесія в Японії 1993—1994 років була U-подібною, а зниження активності протягом 8 з 9 кварталів у 1997—1999 роках можна описати як L-подібну. Корея, Гонконг та південно-східна Азія пережили U-подібну рецесію в 1997—1998 роках, хоча вісім послідовних кварталів спаду в Таїланді варто віднести до L-подібної.

### Психологічний аспект
Рецесії впливають на впевненість. Наприклад, якщо компанії очікують зниження економічної активності, вони можуть зменшити наймання нових співробітників і економити гроші замість того щоб інвестувати. Такі очікування створюють низхідний цикл що посилює сам себе, і спричинює або погіршує рецесію. Впевненість споживачів — це одна з метрик що використовується для оцінки економічних настроїв. Для опису психологічних факторів що становлять підґрунтя економічної активності часом використовують термін «тваринний дух». Економіст Роберт Джеймс Шиллер писав, що термін «...стосується також почуття довіри яке ми маємо одне до одного, нашого відчуття справедливості в економічних угодах, та нашого відчуття поширення корупції і зловживань. Коли тваринний дух спадає, споживачі не хочуть витрачати, а бізнеси не хочуть ризикувати капіталом аби наймати людей.».

### Рецесія бухгалтерського балансу
Високий рівень боргових зобов'язань або лускання бульбашки нерухомості чи фінансової бульбашки може спричинити рецесію яка називається «рецесією бухгалтерського балансу». Вона стається коли багато споживачів або корпорацій сплачують борг (тобто по суті заощаджують) замість того щоб витрачати або інвестувати, що сповільнює економіку. Термін бухгалтерський баланс, запозичений з бухгалтерського обліку, де стверджується що активи завжди повинні дорівнювати сумі зобов'язань плюс власний капітал. Якщо ціни активів впадуть нижче суми боргу створеного щоб їх купити, значить власний капітал стане від'ємним, що означатиме що споживач чи корпорація неплатоспроможні. Економіст Пол Кругман в 2014-му році писав що «найкраща робоча гіпотеза полягає в тому що фінансова криза була лише маніфестацією ширшої проблеми надмірного боргу — тобто була так званою “рецесією бухгалтерського балансу”». На погляд Кругмана, такі кризи потребують стратегію зменшення боргу разом з збільшенням витрат уряду для усунення спаду спричиненого приватним сектором економіки при сплаті боргу.

### Пастка ліквідності
Пастка ліквідності — це кейнсіанська теорія про те що може розвинутись ситуація коли відсоткові ставки знижуються майже до нуля (політика нульової відсоткової ставки) і все одно не стимулювати економіку достатньо ефективно. В теорії, нульові відсоткові ставки за кредитами мають змушувати фірми і споживачів позичати і витрачати. Щоправда, якщо забагато людей чи корпорацій сфокусуються на заощадженнях для виплати боргу замість витрат, нижчі відсоткові ставки матимуть менший ефект на інвестиції і поведінку споживачів; зниження відсоткових ставок можна порівняти з «штовханням мотузкою». Економіст Пол Кругман описав рецесію 2009-го року в США і втрачене десятиліття Японії як пастки ліквідності. Одним з засобів проти пастки ліквідності є розширення пропозиції грошей через кількісне пом'якшення, чи інші методи в яких гроші друкуються для покупки активів, таким чином створюючи інфляційні очікування і змушуючи тих хто накопичили заощадження знову почати їх витрачати. Урядове стимулювання витрат і меркантильні політики для стимуляції експорту і зменшення імпорту є іншими методами для стимулювання попиту. В березні 2010-го Пол Кругман оцінював що розвинені країни, які загалом представляють 70 % частки світового ВВП потрапили у пастку ліквідності.

### Парадокс заощаджень та зменшення важеля
Поведінка, що є оптимальною для окремої особи (наприклад, заощаджувати під час несприятливих економічних умов), може бути згубною якщо забагато осіб будуть поводитись подібно, тому що в кінцевому рахунку витрати однієї людини — це дохід іншої людини. Занадто велика кількість споживачів які одночасно намагаються заощадити (або виплатити борг) називається парадоксом заощаджень і може спричинити або поглибити рецесію. Економіст Хайман Мінські також описував «парадокс зменшення важеля» коли фінансові установи які мають занадто великий фінансовий важіль (співвідношення боргу до власного капіталу) не можуть зменшити цей важіль без одночасного значного зменшення ціни їх активів.
Протягом квітня 2009, голова Федеральної резервної системи США Джанет Єллен обговорювала ці парадокси: «Як тільки вдарила ця величезна кредитна криза, не потрібно було довго чекати того як ми потрапили в рецесію. Рецесія, своєю чергою поглибила кредитну кризу, бо попит і рівень працевлаштування знизились, а кредитні втрати фінансових установ підскочили. Справді, нас затисло в лещатах саме цієї несприятливої петлі зі зворотнім зв'язком більш ніж на рік. Процес зменшення важеля в бухгалтерських балансах поширився на майже кожну галузь економіки. Споживачі відкладали покупки, насамперед довговічних товарів, щоб накопичити заощадження. Бізнеси скасовували заплановані інвестиції і звільняли робітників щоб зекономити гроші. А фінансові установи зменшували активи щоб закріпити капітал і збільшити шанси пережити поточний шторм. Знову ж таки, Мінський розумів цю динаміку. Він казав про парадокс зменшення важеля, при якому застережні заходи які можуть бути розумними для окремої людини чи фірми, і які справді є необхідними для повернення економіки до нормального стану, тим не менш, завдають лиха економіці в цілому.».

## Дії уряду
Більшість мейнстрімних економістів вважають що рецесії спричинюються недостатнім сукупним попитом, і підтримують використання під час рецесій експансіоністської макроекономічної політики. Стратегії яким надають перевагу для виводу економіки зі стану рецесії залежать від того якої економічної школи дотримуються політики. Монетаристи оберуть використання експансіоністської монетарної політики, а Кейнсіанці будуть пропагувати збільшення державних видатків з метою розпалити економічне зростання. економісти орієнтовані на пропозицію можуть запропонувати зменшення податків для стимулювання інвестицій капіталу. Коли відсоткові ставки досягають межі в нуль відсотків, звичайні монетарні політики не застосовні і уряд мусить використовувати інші заходи для стимуляції відновлення. Кейнсіанці аргументують, що фіскальна політика — скорочення податків, або збільшення урядових витрат працює коли монетарна політика не працює. Витрати є ефективнішими тому що в них більший мультиплікатор, але зменшення податків дає швидший ефект.
Наприклад, у грудні 2010-го року, Пол Кругман писав що значні, постійні урядові витрати необхідні бо домогосподарства з боргами виплачували борг і не мали змоги нести економіку США як вони робили це раніше: «Корінь теперішніх проблем лежить в боргу, який американські сім'ї накопичили протягом житлової бульбашки ери Буша... американці що сидять глибоко в боргах, не тільки не можуть витрачати так як вони звикли, вони мають сплачувати борги які вони накопичили в часи бульбашки. Це могло би бути в порядку, якби хтось інший цим зайнявся. Але, насправді відбувається так, що деякі люди витрачають набагато менше, в той час як ніхто не витрачає більше — і це переходить на депресивну економіку і високе безробіття. В цій ситуації уряд має витрачати більше поки приватний сектор витрачає менше, підтримуючи рівень працевлаштування поки борги виплачуються. І ці урядові витрати мають бути тривалими...».

## Наслідки

### Безробіття
Безробіття стає особливо високим протягом рецесії. Багато неокласичних економістів стверджують що існує природний рівень безробіття, різниця якого з поточним рівнем безробіття може використовуватись для обчислення розміру діри в ВВП. Іншими словами, рівень безробіття ніколи не досягає 0 відсотків, а тому не є негативним показником здоров'я економіки, поки він не перевищує «природній рівень», після чого він напряму впливає на зменшення внутрішнього валового продукту.
Повністю вплив рецесії на рівень зайнятості може не відчуватись протягом кількох кварталів. Дослідження в Британії показали що низькокваліфіковані, малоосвідчені працівники і молодь є найбільш вразливими до безробіття під час спаду. Після рецесій в Британії в 1980-х та 1990-х роках, знадобилося аж 5 років для того щоб рівень безробіття знизився до початкових рівнів.

### Бізнес
Продуктивність спадає на перших етапах рецесії, а потім знову зростає через закриття слабших компаній. Різко зростає різниця в рівнях прибутку між різними фірмами.
Рецесії також дають нагоди для антиконкурентних злиттів, які негативно впливають на економіку загалом: тимчасове припиненні дії антимонопольного законодавства в США в 1930-х роках могло продовжити Велику Депресію.

### Соціальні наслідки
Рівень життя людей що працюють за зарплату не зазнає більшого впливу ніж рівень життя тих хто живе на соціальному забезпеченні. Втрата роботи має негативний вплив на стабільність сімей, та здоров'я і самопочуття людини. Соціальне забезпечення урізається.